# Симбирцев, Василий Никитович
Симбирцев Василий Никитович (3 августа 1919, Саратов — 24 января 1944, Кривой Рог, Днепропетровская область) — помощник командира взвода разведки 282-го гвардейского стрелкового полка 92 гв.сд, гвардии старший сержант, Герой Советского Союза (1943).

## Биография
Родился 3 августа 1919 года в Саратове. Русский.
Окончил школу-семилетку № 2. Работал в железнодорожном депо станции Саратов.
В 1939 году призван в Красную армию. Служил в Монголии. На фронтах Великой Отечественной войны с августа 1942 года. Разведчик 228-й гвардейского стрелкового полка 92-й гвардейской стрелковой дивизии. Сражался на Сталинградском, Воронежском, Степном, 2-м и 3-м Украинских фронтах. Принимал участие в Сталинградской и Курской битвах, битве за Днепр, освобождении УССР. Разведал немецкую систему укреплений в районе села Дериевка Кировоградской области.
Указом Президиума Верховного Совета СССР от 20 декабря 1943 года, за отвагу и мужество, проявленные при выполнении боевых заданий командования по разведке противника, гвардии старшему сержанту Симбирцеву Василию Никитовичу присвоено звание Героя Советского Союза.
24 января 1944 года гвардии старший сержант В. Н. Симбирцев погиб в бою во время ночного поиска в районе рудника имени Ленина на подступах к городу Кривой Рог Днепропетровской области УССР.
Изначально был похоронен в Кривом Роге на «Мемориальном кладбище». В феврале-мае 2012 года могила перенесена с разрушенного в июне 2010 года при аварии на шахте имени Орджоникидзе «Мемориального кладбища» на памятный комплекс «На линии огня».

## Награды
- Медаль «Золотая Звезда» (20.12.1943);
- Орден Ленина (20.12.1943);
- Орден Красной Звезды (1943);
- Медаль «За отвагу» (1942);
- Медаль «За оборону Сталинграда».

## Память
- Именем Василия Симбирцева названы улицы в Кривом Роге[4] и Саратове;

Улица Симбирцева. Саратов.
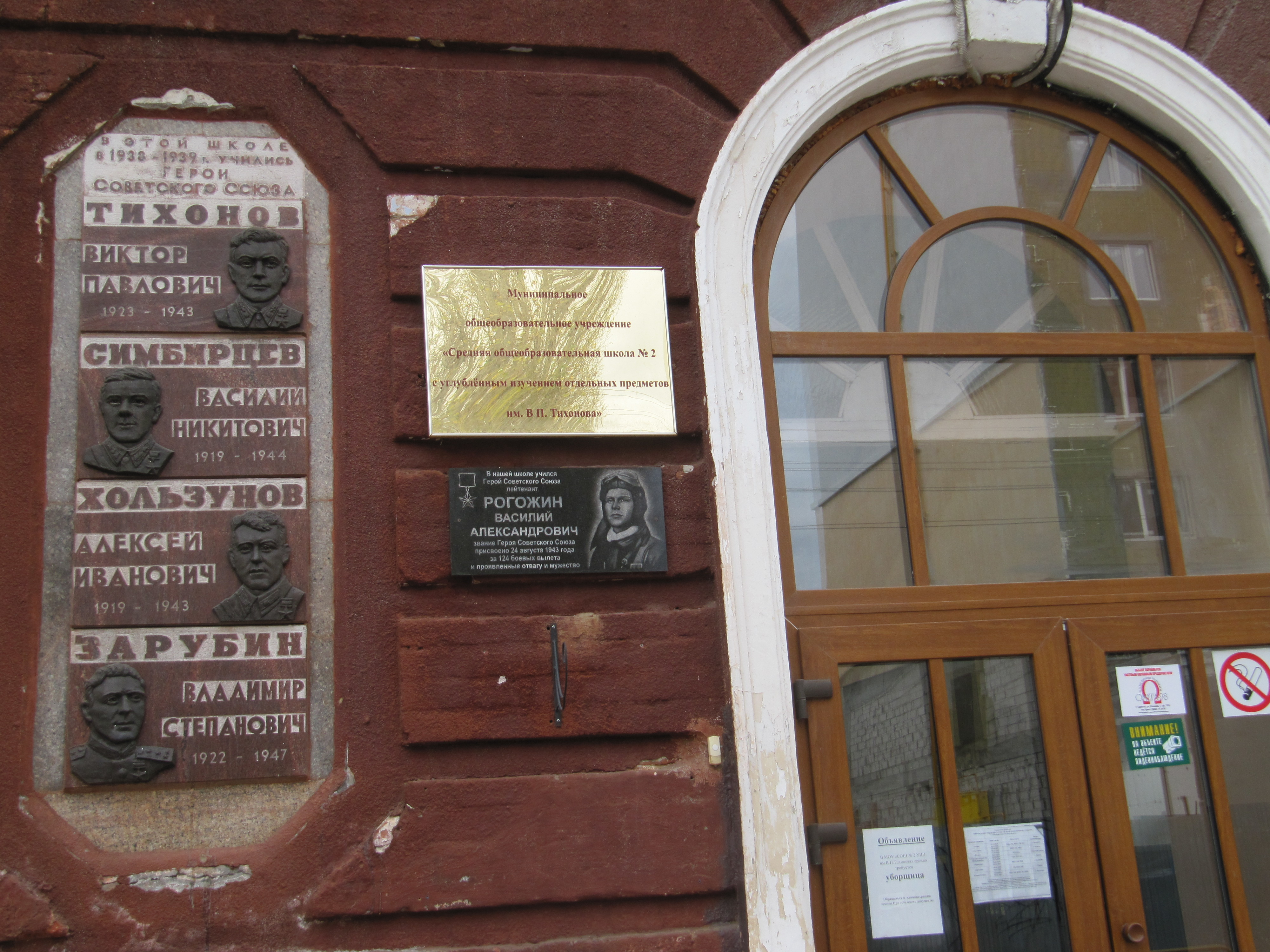
Школа № 2. Саратов, ул. Мичурина, 16.

- В Саратове на фасаде школы № 2 — мемориальные плиты Героев Советского Союза, учившихся в этой школе;
- Симбирцеву В. Н. посвящён фрагмент мемориала «Вечная слава павшим за Родину 1941—1945» на улице Шелковичной между набережной и улицей Чернышевского (за домом 94А ближе к Волге) в Саратове[5];

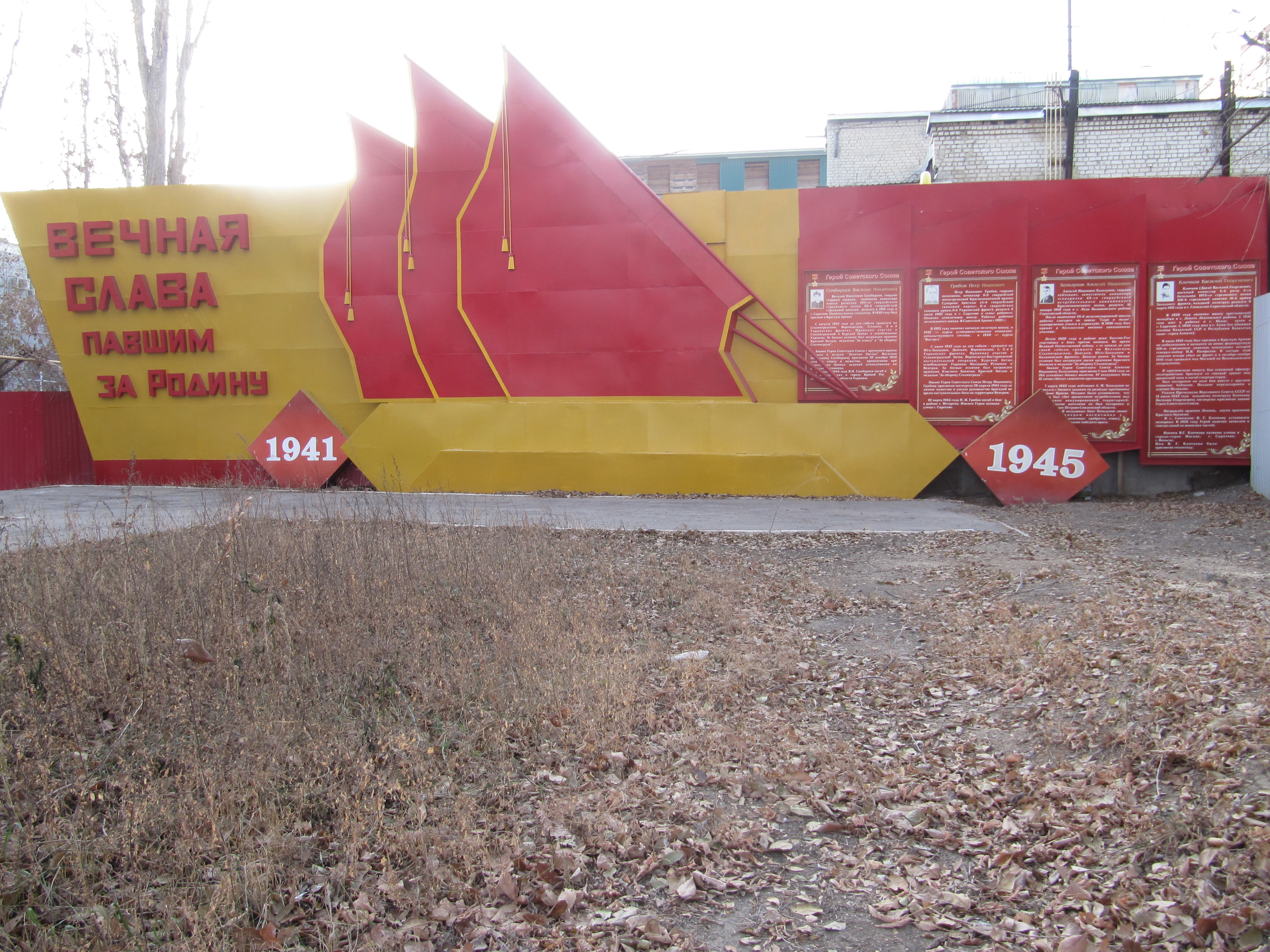
Мемориал «Вечная слава павшим за Родину 1941—1945»
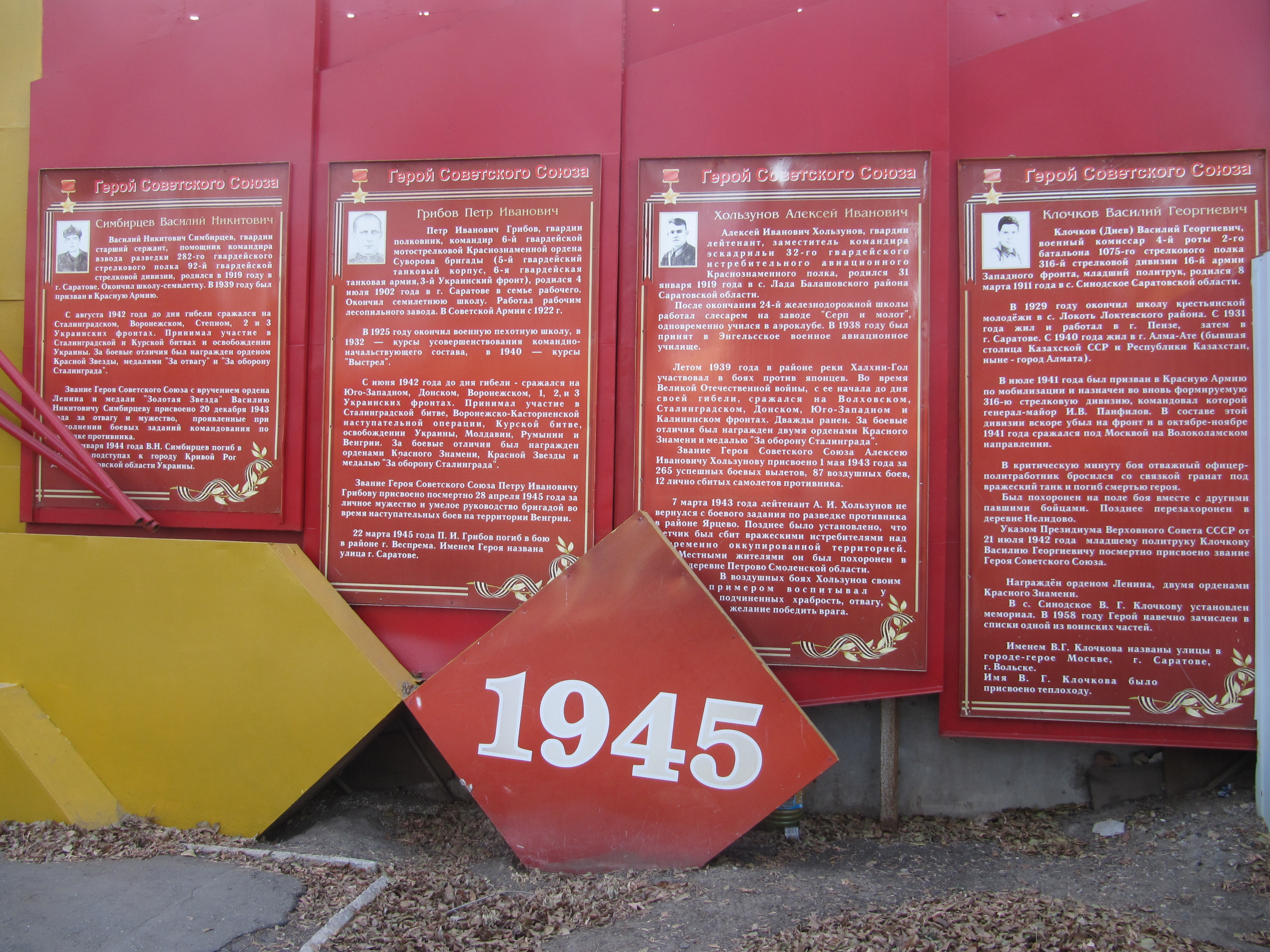
Герои Советского союза

- Памятная доска в Кривом Роге[6].